# Thérèse Dejean
Pour les articles homonymes, voir Dejean.
Thérèse Dejean née Thérèse Yékawé est une avocate et pionnière en droit. Elle est la première femme magistrate en République Centrafricaine.

## Biographie

### Enfance et formations
Thérèse Dejean est née à Mobaye en République centrafricaine, le 28 décembre 1946. Elle commence sa scolarité à l'âge de 4 ans à Poto-Poto dans l'actuel Brazzaville, ex-Moyen-Congo. En 1957, elle revient à retour à Mobaye puis à Bangui. En 1958 commence le cours élémentaire niveau 2 à l'école Ménagère des filles. Compte tenu de niveau jugé avancé par sa directrice d'école, elle passe du cours moyen niveau 1 en 1959 au concours d'entrée en 6 ème. Ainsi, à la rentrée d'octobre 1959-1960, elle est admise au Collège des jeunes filles de Bangui. En 1963 l'établissement devient par la suite le lycée Marie-Jeanne Caron, nom de sa directrice. Cette même année, elle épouse Maurice Dejean, ministre des Affaires étrangères du gouvernement de David Dacko.
Entre 1963 et 1965, Thérèse Dejean obtient son BEPC en Israël au Lycée français de Tel-Aviv. Elle passe ensuite le concours de l’École Nationale d'Administration (ENA) en 1967.

## Carrière
À partir de 1969, elle commence à travailler comme procureur. De 1974 à 1977, Thérèse Dejean est procureur de la République près le tribunal de grande instance de Bangui. Elle milite aussi dans les associations. Elle est l'un des membres fondateurs de la Fédération africaine des femmes juristes en 1978. En 1992, Thérèse Dejean fonde l'Association des femmes juristes de la République centrafricaine pour la défense et la protection des femmes travaillant dans le domaine du droit et la dirige jusqu'en 1999,.
Entre 1977 et 1992, Thérèse Dejean est successivement directrice des affaires criminelles et de la grâce, directrice des affaires civiles du ministère de la Justice et directrice générale des services juridiques du ministère de la Justice. Elle est également  experte juriste et membre de la Commission nationale de rédaction du code des personnes et de la famille. Hormis cela, elle  travaille en tant qu'inspectrice des services juridiques au ministère de la justice. En 1996, elle devient conseillère à la Cour constitutionnelle. Entre 1999 et 2003, elle est responsable de l'Unité pour la Justice et coordinatrice du programme d'assistance juridique pour la Mission des Nations unies pour les droits de l'homme au Burundi.
En tant que magistrate, Thérèse Dejean milite pour démocratie, la paix, le développement des femmes et les droits de l'homme. Elle met en place des séminaires dans son pays dans le but  de promouvoir ces principes. Elle lutte aussi contre la discrimination à l'égard des femmes afin que celles-ci puissent contribuer aux institutions de l'État,.

## Distinctions
Au cours de sa carrière de magistrat, Thérèse Dejean reçoit des distinctions importantes telles que celle de Chevalier centrafricain, d'Officier et de Commandeur de l'Ordre du Mérite. Cependant, sa retraite interviendra à la suite d'un décret présidentiel.